# 라우다 항공의 운항 노선
2013년 3월 도산 전까지, 라우다 항공은 다음과 같은 노선을 운항하였다.

## 운항 노선

### 아시아

#### 동아시아
- 홍콩
  - 홍콩 - 홍콩 첵랍콕 국제공항
  - 홍콩 - 홍콩 카이탁 국제공항

#### 동남아시아
- 말레이시아
  - 쿠알라룸푸르 - 쿠알라룸푸르 국제공항
- 베트남
  - 호치민 시 - 떤선녓 국제공항
- 인도네시아
  - 덴파사르 - 응우라라이 국제공항
- 태국
  - 방콕 - 돈므앙 국제공항
  - 푸켓 - 푸켓 국제공항

#### 남아시아
- 몰디브
  - 말레 - 말레 국제공항

### 아프리카

#### 북아프리카
- 이집트
  - 룩소르 - 룩소르 국제공항
  - 샤름엘셰이크 - 샤름엘셰이크 국제공항
  - 후루가다 - 후루가다 국제공항

### 유럽

#### 서유럽
- 영국
  - 런던 - 런던 히드로 국제공항
  - 런던 - 런던 개트윅 국제공항
  - 맨체스터 - 맨체스터 공항
- 프랑스
  - 파리 - 파리 오를리 공항
  - 니스 - 니스 코트다쥐르 공항
- 독일
  - 뒤셀도르프 - 뒤셀도르프 국제공항
  - 뮌헨 - 뮌헨 국제공항
  - 프랑크푸르트 - 프랑크푸르트 국제공항
- 아일랜드
  - 더블린 - 더블린 국제공항 계졀편

#### 중유럽
- 오스트리아
  - 빈 - 빈 국제공항 허브
  - 인스부르크 - 인스부르크 공항 허브
  - 잘츠부르크 - 잘츠부르크 공항

#### 남유럽
- 그리스
  - 레스보스섬 - 미틸레네 국제공항 계졀편
  - 로도스 - 로도스 국제공항 계졀편
  - 사모스 - 사모스 국제공항 계졀편
  - 산토리니 - 산토리니 국제공항 계졀편
  - 자킨토스 - 자킨토스 국제공항 계졀편
  - 하니아 - 하니아 국제공항 계졀편
  - 카발라 - 카발라 국제공항 계졀편
  - 코르푸 - 코르푸 국제공항 계졀편
  - 테살로니키 - 테살로니키 국제공항 계졀편
  - 이라클리오 - 이라클리오 국제공항 계졀편
  - 미코노스섬 - 미코노스 국립공항 계졀편
  - 볼로스 - 네아 안치알로스 국립공항 계졀편
  - 스키아토스섬 - 스키아토스 국립공항 계졀편
  - 카르파토스섬 - 카르파토스 국립공항 계졀편
  - 케팔로니아섬 - 케팔로니아 국립공항 계졀편
  - 코스섬 - 코스 국립공항 계졀편
  - 프레베자 - 악티온 국립공항 계졀편
- 스페인
  - 마드리드 - 마드리드 바하라스 국제공항
  - 바르셀로나 - 바르셀로나 엘프라트 국제공항 계졀편
  - 그란 카나리아 - 그란 카나리아 공항
  - 말라가 - 말라가 공항 계졀편
  - 란사로테 - 란사로테 공항 계졀편
  - 테네리페 - 테네리페 사우스 공항
  - 푸에르테벤투라 - 푸에르테벤투라 공항
- 이탈리아
  - 로마 - 레오나르도 다 빈치 국제공항
  - 나폴리 - 나폴리 국제공항 계졀편
  - 밀라노 - 밀라노 말펜사 국제공항
  - 올비아 - 올비아 코스타 스메랄다 공항
  - 카타니아 - 카타니아 폰타나로사 공항 계졀편
  - 칼리아리 - 칼리아리 엘마스 공항
  - 토르톨리 - 토르톨리 공항
- 튀르키예
  - 달라만 - 달라만 공항 계졀편
  - 밀라스 - 밀라스 보드룸 공항 계졀편
  - 안탈리아 - 안탈리아 공항
- 포르투갈
  - 리스본 - 리스본 포르텔라 국제공항
  - 파로 - 파로 공항 계졀편
  - 푼샬 - 푼샬 마데이라 공항 계졀편

#### 북유럽
- 아이슬란드
  - 레이캬비크 - 케플라비크 국제공항 계졀편

### 오세아니아
- 오스트레일리아
  - 시드니 - 시드니 킹스포드 스미스 국제공항
  - 멜버른 - 멜버른 공항